# Friedrich Richter (Architekt)

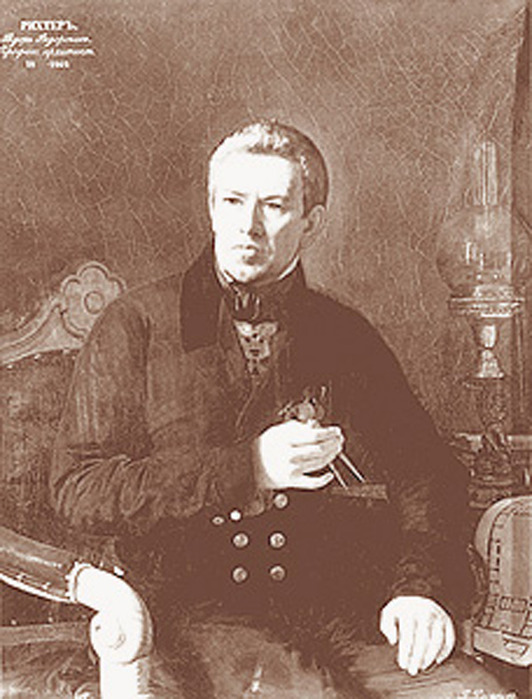
Friedrich Richter (1857)

Friedrich Friedrichowitsch (Fjodor Fjodorowitsch) Richter (russisch Фёдор Фёдорович Рихтер; * 23. Februarjul. / 6. März 1808greg. in Goldingen; † 7. Märzjul. / 19. März 1868greg. in Moskau) war ein deutschbaltisch-russischer Architekt, Restaurator und Hochschullehrer.

## Leben

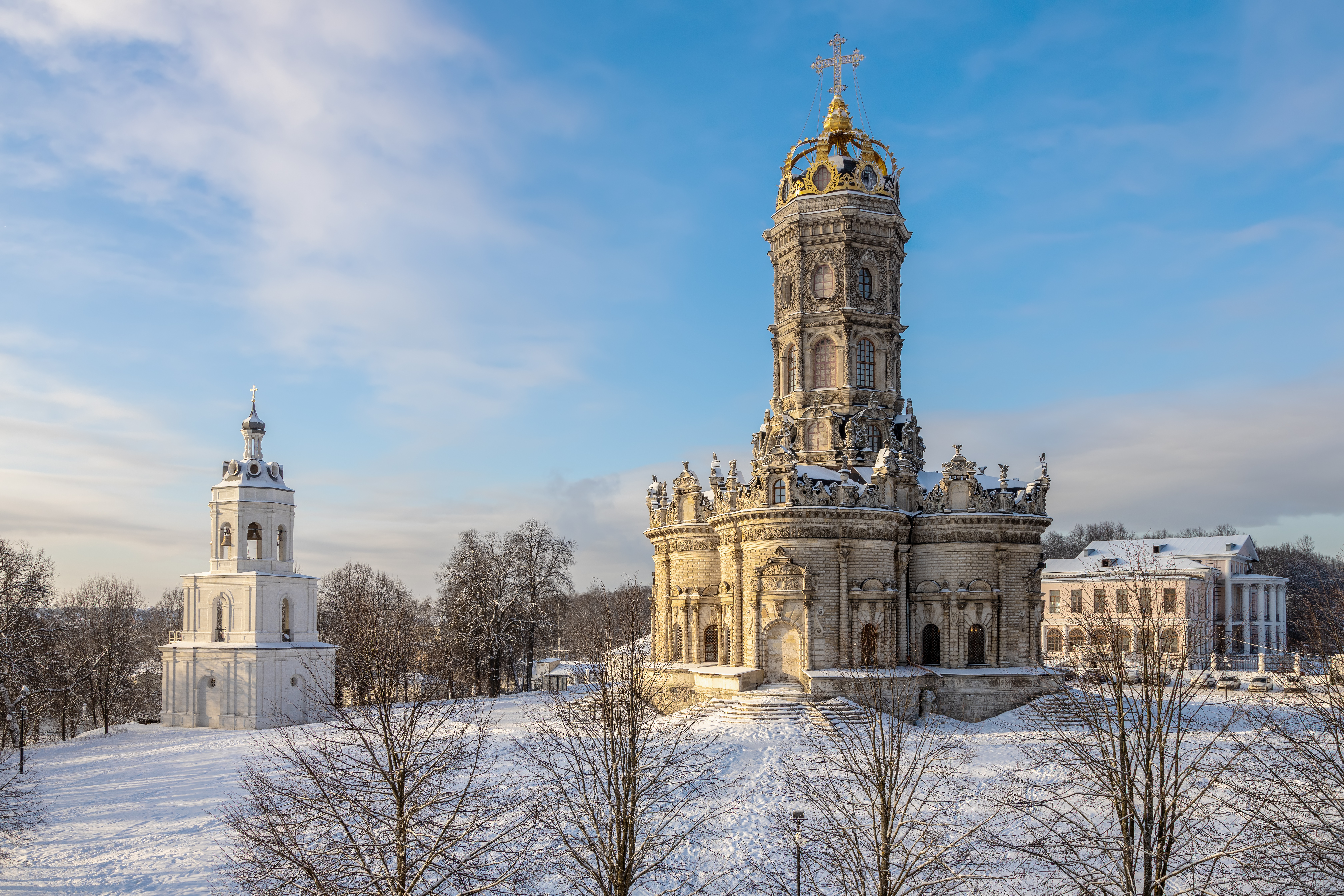
Kirche in Dubrowizy bei Podolsk

Richter, Sohn eines Künstlers, trat im September 1827 in St. Petersburg in den Staatsdienst und wurde sogleich Zeichner beim Bau der Isaakskathedrale. Gleichzeitig war er Student der Kaiserlichen Akademie der Künste (IACh). 1833 schloss er das Studium als Künstler der Architektur 1. Klasse mit einer Goldmedaille und einem Auslandsstipendium für weitere Studien ab. Im Mai 1834 reiste er nach Italien mit der Aufgabe, die dortige Architektur zu studieren und bei seiner Rückkehr die zeichnerische Rekonstruktion eines Architekturdenkmals vorzustellen. Im September 1839 ernannte ihn die IACh zum Akademiker der Architektur. 1840 wurde er Mitglied der Accademia di Belle Arti di Brera. 1841 wurde er Professor der IACh. Im Februar 1841 wurde er zur Moskauer Baukommission abgeordnet und zum Bau des Großen Kremlpalasts geschickt. 1843 wurde er Oberhofarchitekt und projektierte den Wladimirsaal und den Alexandersaal des Großen Kremlpalasts. Dazu leitete er den Bau der Rüstkammer des Moskauer Kremls. 1844–1847 baute Richter für Anna Dmitrijewna Naryschkina neben ihrer Datsche im Moskauer Petrowski-Park die Verkündigungskirche. Er leitete den Umbau der Chamownitscheski-Kasernen (Komsomolski Prospekt 18–22).

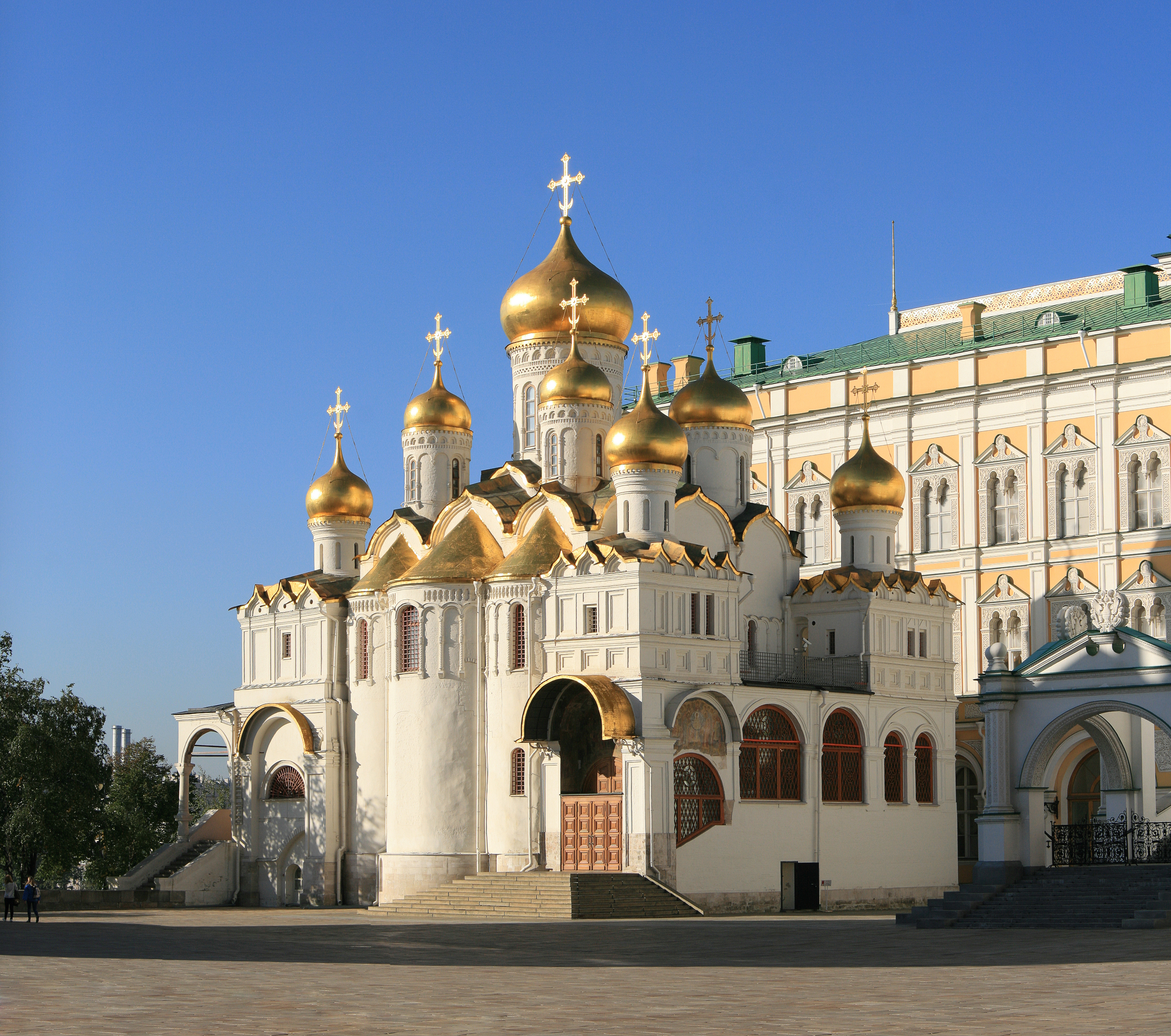
Mariä-Verkündigungs-Kathedrale, Moskauer Kreml

Seit 1842 war Richter Direktor der Moskauer Hofarchitekturschule, die 1865 in der Moskauer Hochschule für Malerei, Bildhauerei und Architektur aufging mit Richter als Ratsmitglied. 1850 erschien Richters sechsbändiges Werk über die Denkmäler der altrussischen Baukunst mit Zeichnungen und Plänen der Fassaden und Grundrisse, das sich in der Bibliothek des Moskauer Architektur-Institut befindet. 1856 erschien eine zweite Auflage. 1856 wurde Richter zum Wirklichen Staatsrat ernannt (4. Rangklasse).
Seit Beginn der 1850er Jahre betätigte sich Richter als Restaurator. Sein Assistent war Nikolai Iwanowitsch Finissow. Er restaurierte die Mariä-Verkündigungs-Kathedrale im Moskauer Kreml, den Bowowizkaja-Turm des Kreml, die (nicht erhaltene) Spas-na-Boru-Kathedrale im Moskauer Kreml, die Mauern des Pskower Kreml, die Kirche in Dubrowizy bei Podolsk (1850), eine Kirche
im Rajon Tschechow (1853–1859), den Romanow-Palast in Moskau (1858–1859 mit Alexei Protogenowitsch Popow) und das Ipatios-Kloster (1862).

## Ehrungen
- Brillantring (1827, 1840)
- 5000-Silberrubel-Gratifikation (1849)
- Russischer Orden der Heiligen Anna II. Klasse (1849, Kaiserkrone zum Orden 1851)
- Orden des Heiligen Wladimir IV. Klasse (1856)[5]
- Roter Adlerorden

## Werke

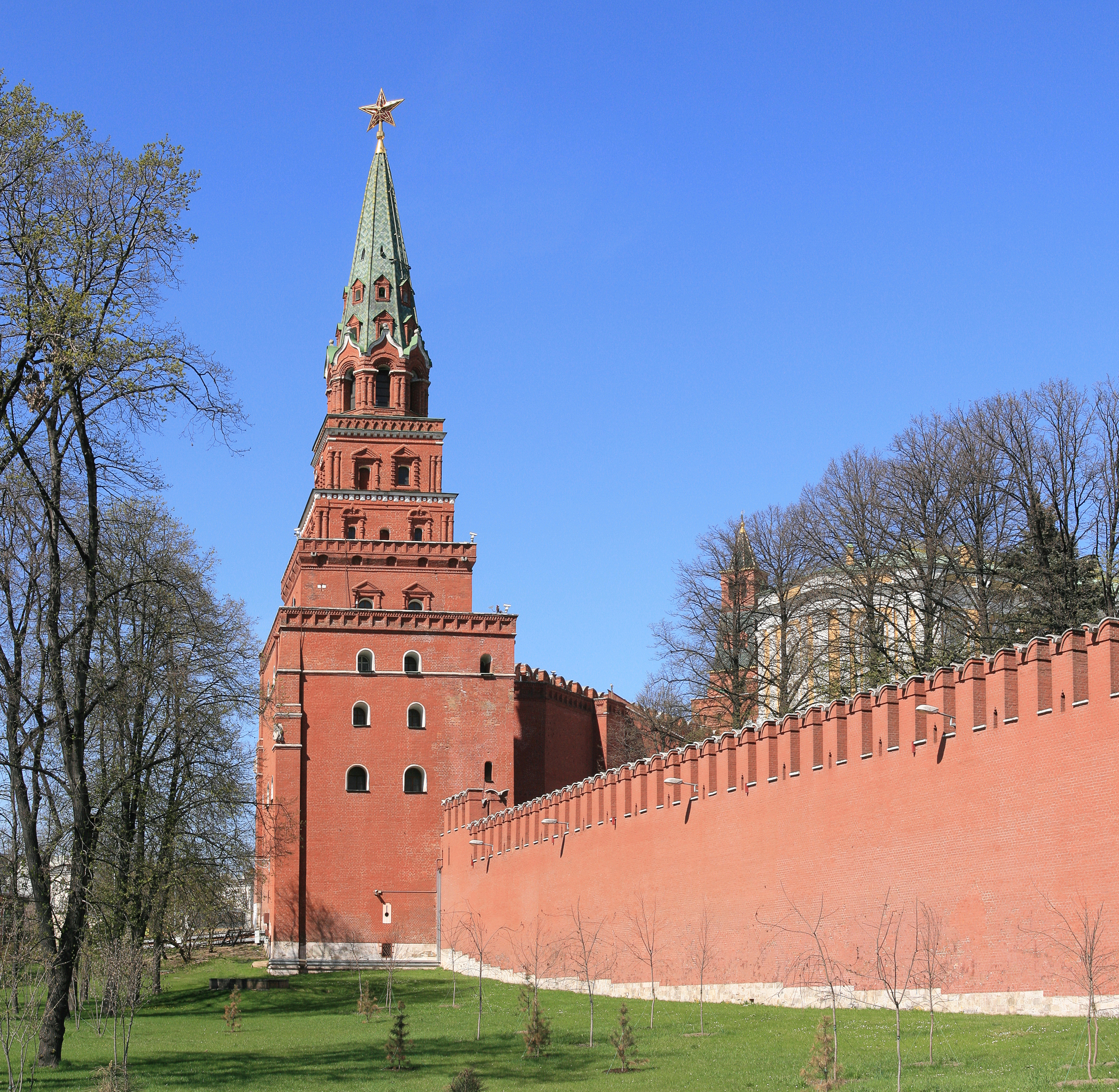
Borowizkaja-Turm, Moskauer Kreml
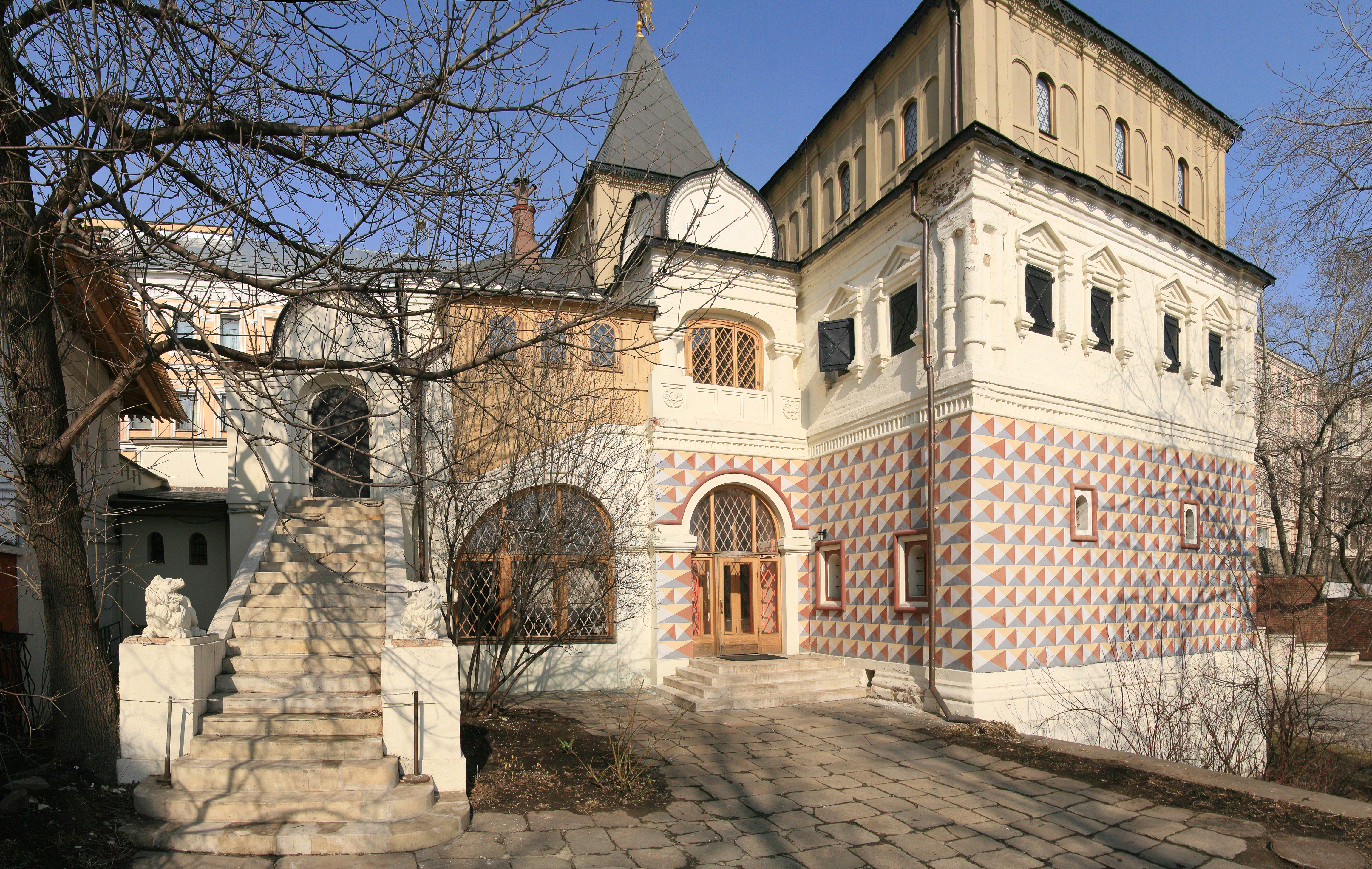
Romanow-Palast, Moskau
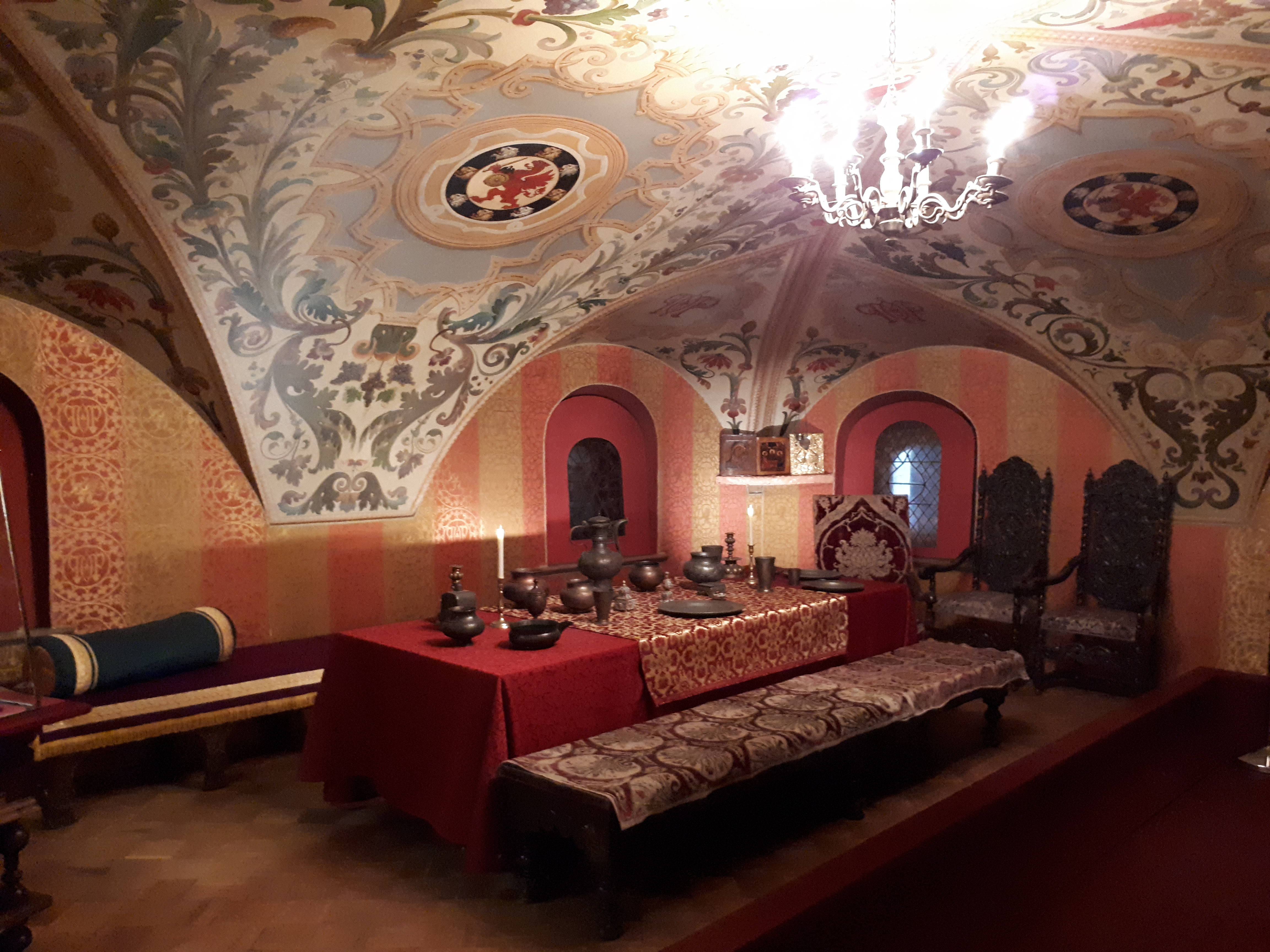
Romanow-Palast, Innere
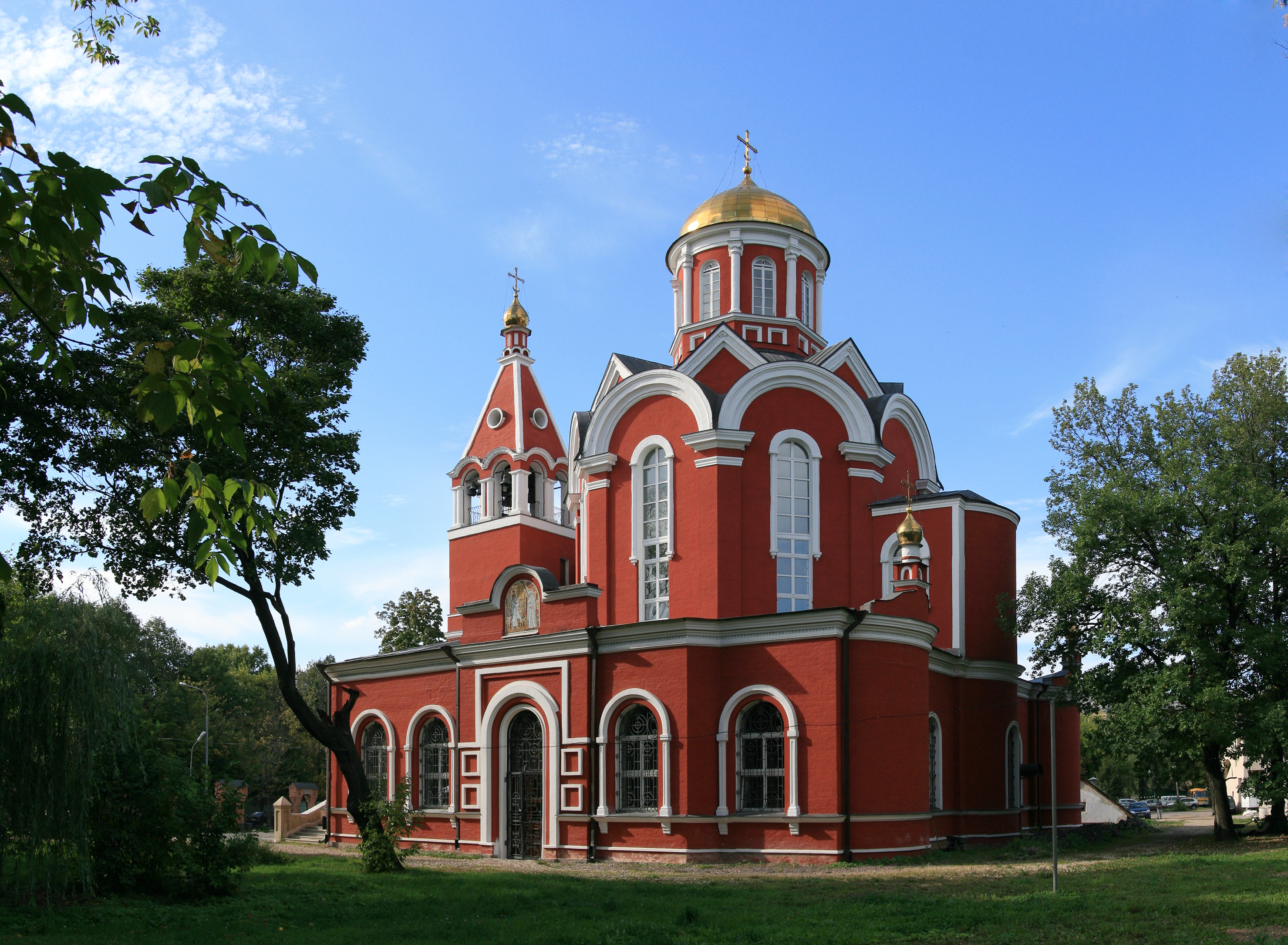
Verkündigungskirche, Petrowski-Park, Moskau
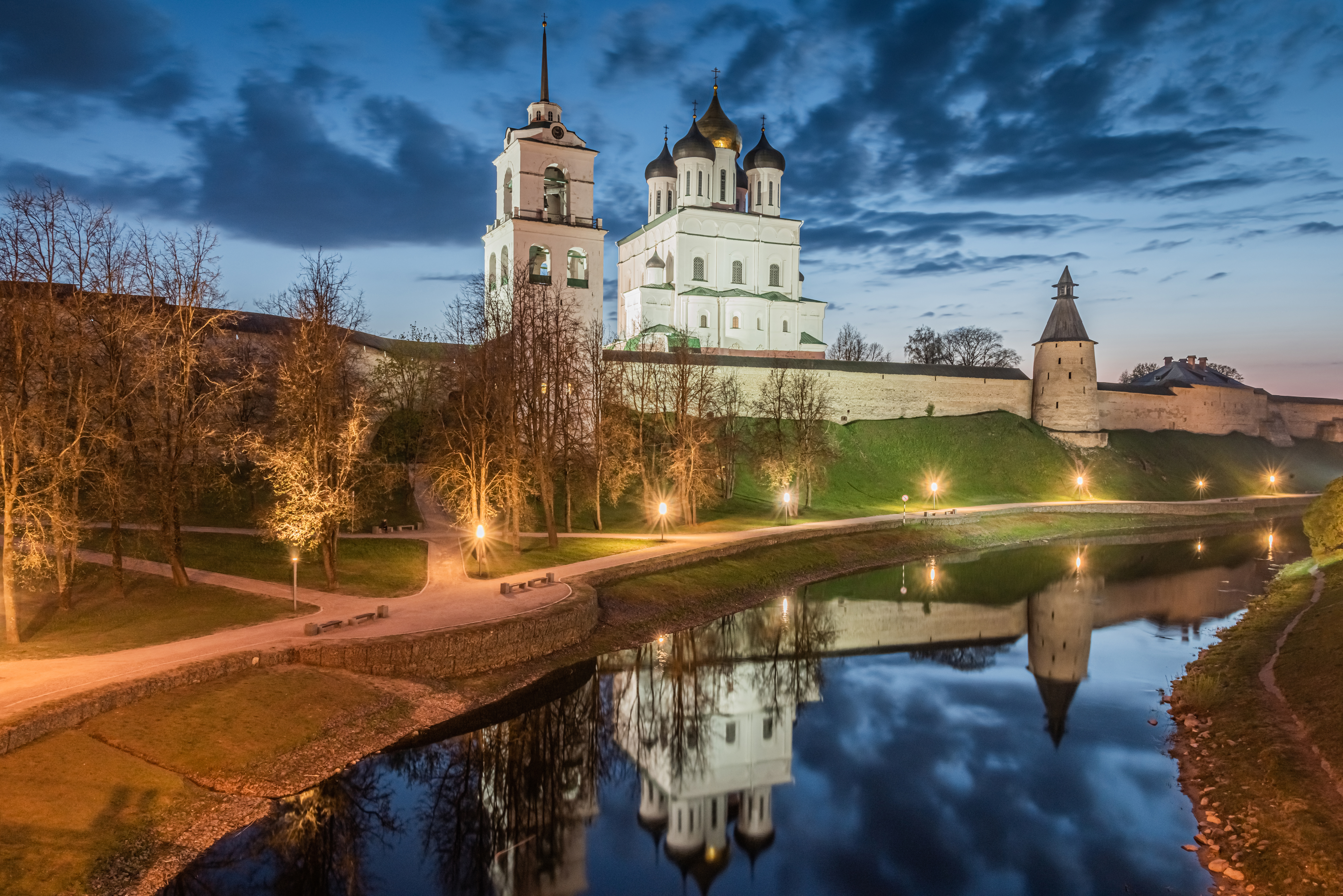
Pskower Kreml
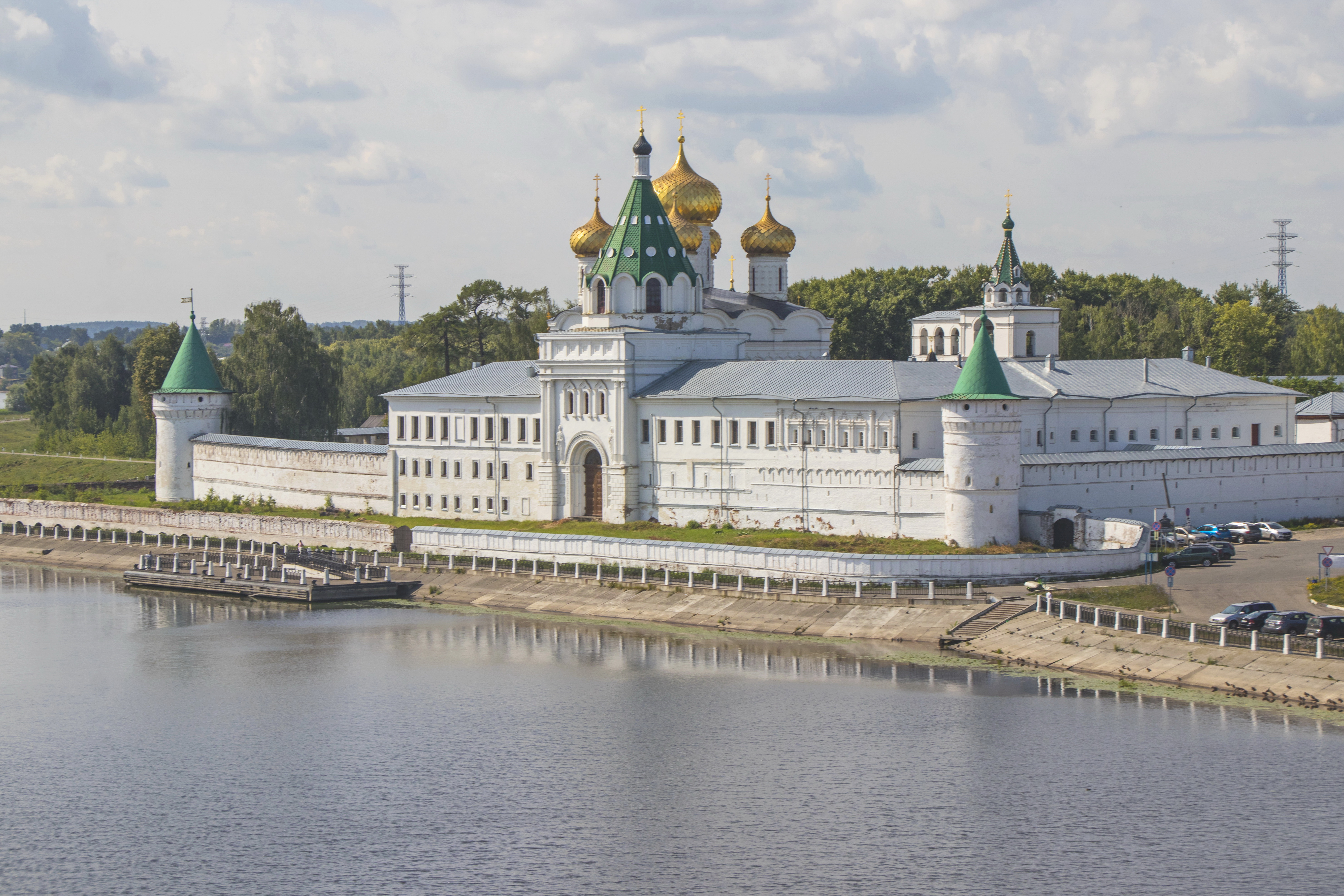
Ipatios-Kloster
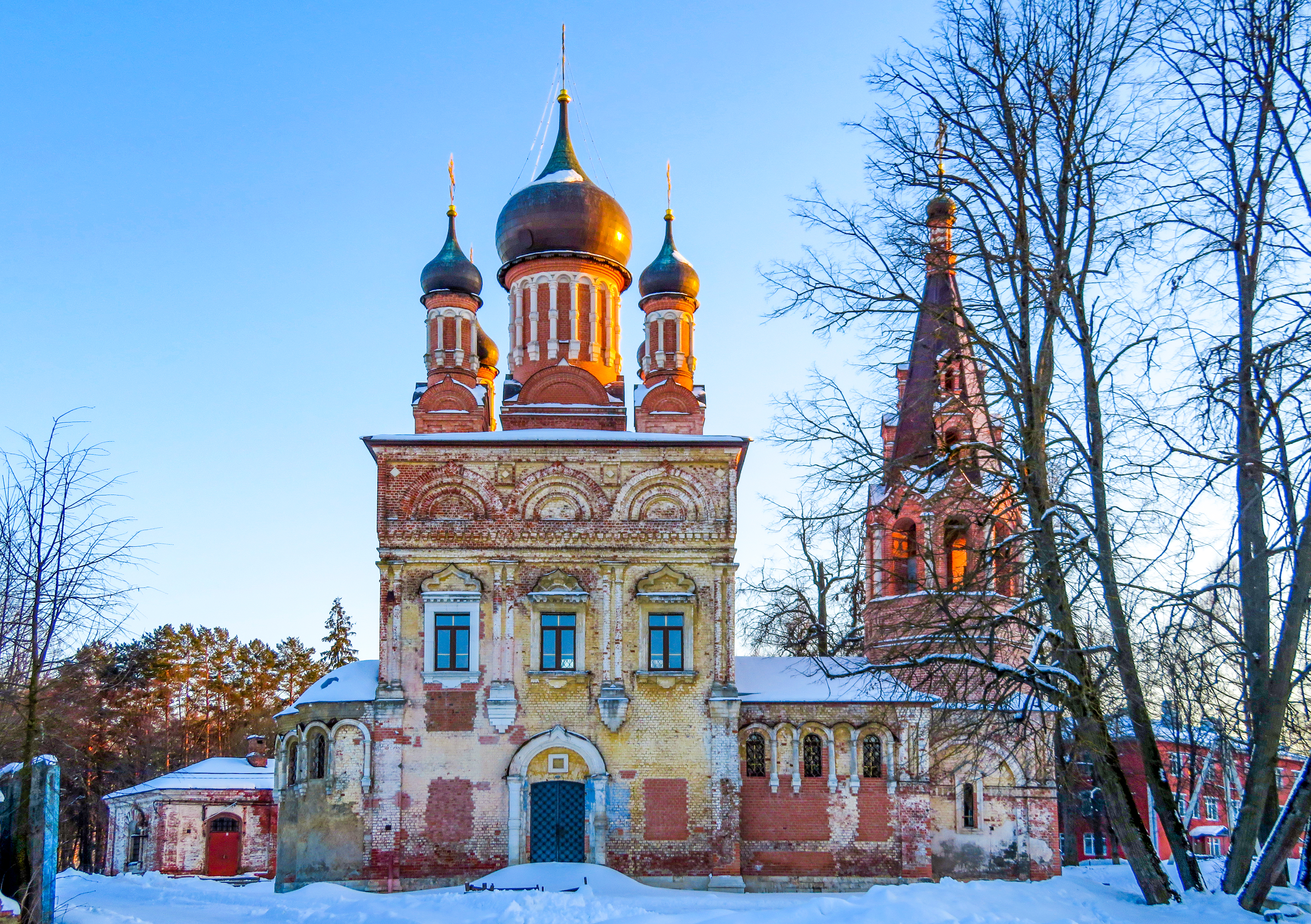
Kirche der Fürbitte der Heiligen Jungfrau Maria, Tschechow
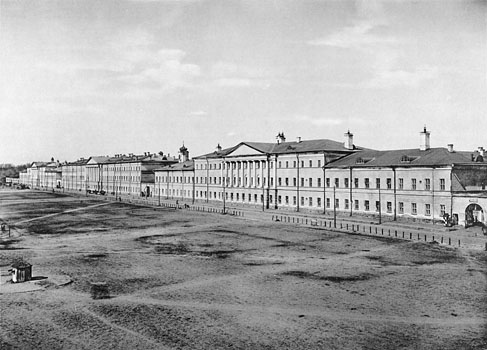
Chamownitscheski-Kasernen, Komsomolski Prospekt 18–22, Moskau
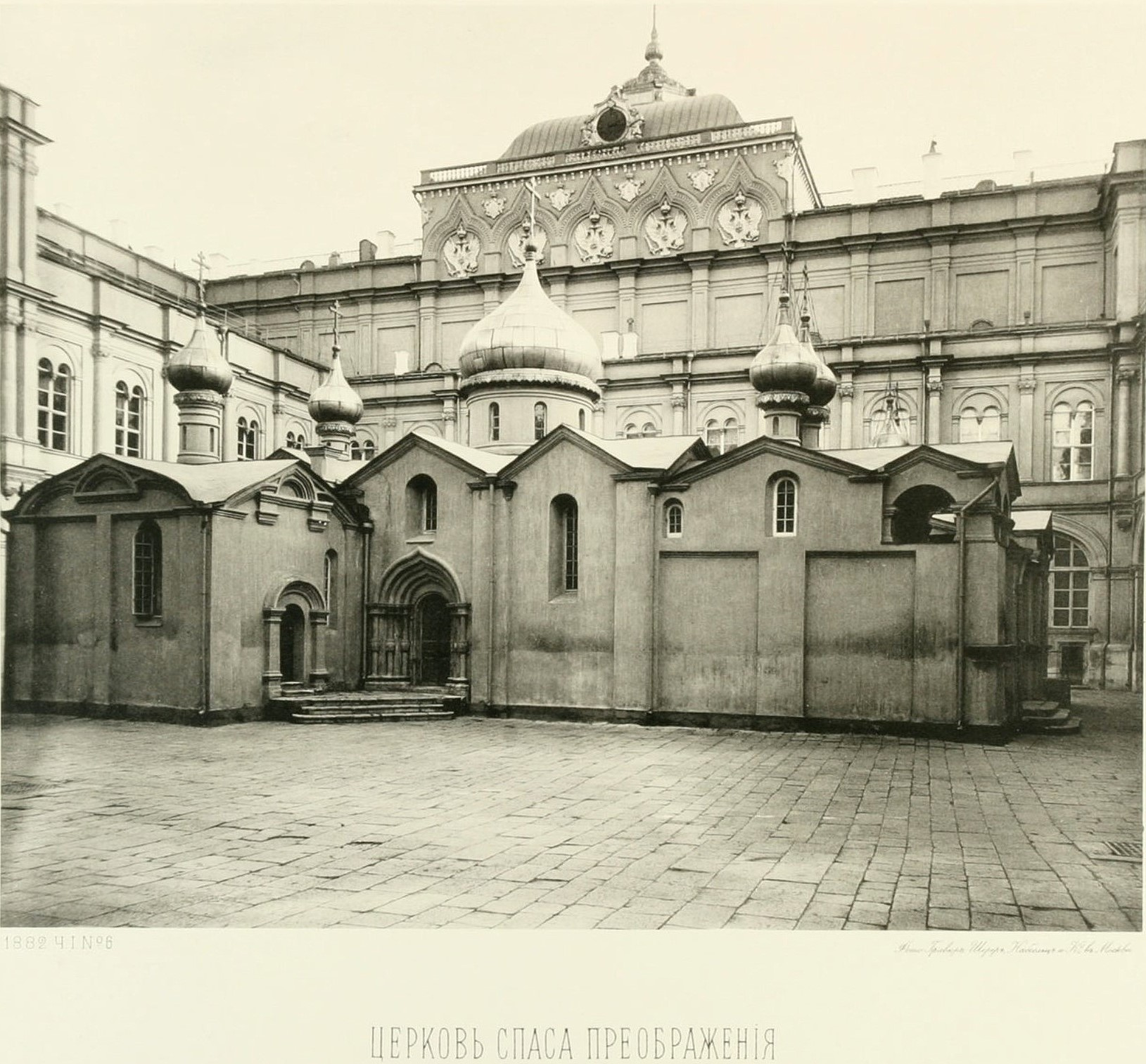
Spas-na-Boru-Kathedrale, Moskauer Kreml (1933 abgerissen)